# Walla Walla megye
Walla Walla megye az Amerikai Egyesült Államokban, azon belül Washington államban található. Megyeszékhelye és legnagyobb városa Walla Walla. Lakosainak száma 62 584 fő (2020. április 1.).

## Szomszédos megyék
- Columbia megye
- Umatilla megye
- Benton megye
- Franklin megye

## Népesség
A megye népességének változása:
| Lakosok száma | 58 914 | 59 514 | 59 400 | 59 530 | 60 338 | 62 584 |
|               | 2010   | 2011   | 2012   | 2013   | 2015   | 2020   |